# Точка обмана
«То́чка обма́на» (англ. Deception Point) — остросюжетный роман американского писателя Дэна Брауна.
Впервые опубликован в США в 2001 году. Российское издание книги осуществлено издательством АСТ в 2005 году в переводе Т. Осиной.

## Сюжет
Рейчел Секстон, 34-летняя сотрудница Национального разведывательного управления США, неожиданно вызывается к своему начальнику, директору НРУ Уильяму Пикерингу. Рейчел — дочь сенатора Седжвика Секстона, политического оппонента действующего президента США Зака Харни. Тем неожиданней для Рейчел было узнать от Пикеринга, что её желает видеть президент, и она должна срочно прибыть в Белый дом.
Сенатор Седжвик Секстон, отец Рейчел (впрочем, его отношения с дочерью нельзя назвать хорошими), всеми средствами стремится занять президентское кресло. Он значительно опережает Зака Харни в битве за голоса избирателей на предстоящих президентских выборах, в основном за счёт критики политики Белого дома в отношении НАСА, выступая за сворачивание финансирования терпящего неудачу за неудачей космического агентства.
Тем временем, президентский вертолёт привозит Рейчел на военную базу, где она встречается с Заком Харни на «Борту № 1». Президент рассказывает Рейчел о том, что НАСА совершило некое важное научное открытие, и уговаривает её принять участие в секретной операции НАСА. В результате, Рейчел Секстон попадает в Арктику, на Ледника Милна, где узнаёт все подробности произошедшего.
Суть открытия НАСА состоит в следующем: глубоко во льдах секретным спутником НАСА был обнаружен восьмитонный осколок метеорита, при анализе которого были обнаружены окаменевшие отпечатки живых организмов. По мнению специалистов НАСА, это может доказывать существование жизни вне Земли. Для подтверждения научных данных президент США привлёк к исследованию метеорита четырёх независимых учёных — астрофизика Корки Мэрлинсона, гляциолога (специалиста по льдам и ледникам) Нору Мэнгор, палеонтолога Уэйли Мина и популярного автора и ведущего телевизионных документальных фильмов о природе, океанографа Майкла Толланда. Последнему также поручено снять короткий фильм, в доступной форме рассказывающий американцам о сути и значении открытия. Рейчел же, по замыслу президента, должна объявить о метеорите сотрудникам Белого дома, разуверившимся было в своём лидере.
Исследования метеорита проходят внутри построенного прямо на леднике купола «хабисферы». Учёные, проделав шахту во льду, вынимают камень на поверхность и по ряду признаков подтверждают его внеземное происхождение и наличие в нём древних окаменелостей неизвестных земной науке жуков. За деятельностью учёных с помощью миниатюрного робота-шпиона «микробота» незаметно следят бойцы спецподразделения «Дельта», докладывая о ходе дела таинственному «контролёру».
Президент собирается объявить об открытии в телеобращении к гражданам. Тем временем, один из учёных, Уэйли Мин, замечает в шахте с водой, из которой был извлечён камень, люминесцентное свечение, означающее, что в воде находится морской планктон. Пытаясь проверить возникшую версию, Мин пробует взять пробы воды, но бойцы отряда «Дельта» атакуют его с помощью «микробота», и учёный падает в шахту и тонет. Вскоре остальные учёные также замечают необычное свечение, догадываются о его источнике и начинают сомневаться в достоверности полученных ранее данных. Чтобы проверить свою версию, Толланд, Рейчел, Мэрлинсон и Нора Мэнгор отправляются за пределы «хабисферы» снять новые данные о леднике. Полученные сведения показали, что снизу под «метеоритом» находится ещё одна шахта, с замёрзшей морской водой, и что, возможно, камень не упал с неба, а был заложен кем-то из-подо льда.
Неожиданно на учёных совершается нападение; Нора Мэнгор хладнокровно убита одним из бойцов «Дельты», но остальным учёным чудом удается скрыться. В итоге они оказались в открытом океане на дрейфующей льдине, где, едва не погибнув, были спасены экипажем находившейся поблизости атомной подводной лодки «Шарлотта» ВМС США. Рейчел, связавшись с Белым домом с борта судна, пытается остановить выступление президента, однако говорившая с ней советник президента Марджори Тенч не даёт этому случиться. Рейчел связывается с Уильямом Пикерингом, и тот приказывает переправить учёных в Вашингтон.
Тем временем в Вашингтоне помощница сенатора Гэбриэл Эш узнаёт о незаконных делах Секстона и о его намерении в случае прихода к власти приватизировать космическую отрасль США в обмен на финансирование его избирательной кампании. Марджори Тенч шантажирует Гэбриэл фотографиями её связи с сенатором. Президент Харни объявляет о метеорите как величайшем открытии, сделанном благодаря усилиям НАСА, чем рушит все планы сенатора Седжвика Секстона — рейтинг президента среди избирателей резко вырос, а критика НАСА оказалась несостоятельной. Однако сенатор получает сведения, что НАСА что-то скрывает, и поручает своей помощнице разузнать подробности. В итоге Гэбриэл узнаёт, что тот самый спутник НАСА, якобы обнаруживший метеорит, был неисправен и не мог этого сделать. Также Гэбриэл лично убеждается в коррумпированности сенатора.
Марджори Тенч, узнавшая от Рейчел Секстон о подлоге с «метеоритом», связывается с Уильямом Пикерингом и пытается диктовать тому свои условия. Тенч назначает Пикерингу встречу ночью близ мемориала Рузвельта в Вашингтоне. В назначенный час возле места встречи появляется боевой вертолёт отряда «Дельта» и расстреливает прибывший лимузин.
По пути в Вашингтон, Рейчел, Толланд и Мэрлинсон, сопоставив факты, убеждаются в подложности «метеорита». Для того, чтобы развеять последние сомнения, они прибывают на «Гойю» исследовательское судно Майкла Толланда. Корабль находится в 20 милях от берега в центре мегаплюма — эпицентре извержения подводного вулкана. Тёплая океанская вода вокруг судна кишит акулами. На борту «Гойи» учёные находят последние доказательства того, что метеорит искусно сфальсифицирован и представляет собой камень, поднятый со дна Марианской впадины. Жуки, видимые на отпечатках, имеют вполне земное происхождение, а сам камень был обуглен в потоке горящего водорода для придания ему вида метеорита, прошедшего сквозь земную атмосферу.
Бойцы «Дельты», ведомые уже лично «контролёром», находят учёных на судне и приступают к их уничтожению как нежелательных свидетелей. Однако, Рейчел удается отправить собранные доказательства по факсу в кабинет отца. Таинственным «контролёром», человеком, задумавшим и осуществившим операцию с фальшивым метеоритом, оказывается Уильям Пикеринг. Он хотел тем самым позволить президенту выиграть выборы, предотвратить приватизацию НАСА и в дальнейшем установить контроль разведслужб над финансированием космических исследований.
Во время продолжительного боя на борту «Гойи» Корки Мэрлинсону удаётся спастись,  скрывшись на лодке и затем выпрыгнув в спасательном жилете в океан, а Рейчел и Майклу — вдвоём одолеть вооружённых до зубов бойцов «Дельты». «Дельта-2» и «Дельта-3» погибают, разорванные акулами, а «Дельта-1» уходит на дно вместе с вертолётом; последовавший за этим взрыв вызвал гигантский водоворот, в котором и исчезло судно, вместе с остававшимся на нём Уильямом Пикерингом. Рэйчел и Майкл, а также Корки были вовремя подхвачены прилетевшим им на помощь вертолётом береговой охраны.
Сенатор Секстон, получив данные от Рейчел, тем временем, не спешит заняться спасением дочери. Он созывает пресс-конференцию с намерением объявить о лжи Белого дома, но в итоге это оборачивается для него обнародованием скандальных фотографий с Гэбриэл Эш и полным крахом политической карьеры. Вскоре президент публично открывает правду о «метеорите», но при этом не теряет шансов выиграть будущие выборы.
В финале романа Рейчел и Майкл оказываются по приглашению Зака Харни в Белом доме, где дают волю возникшим между ними за время пережитых приключений романтическим чувствам…

## Персонажи
- Рейчел Секстон (англ. Rachel Sexton) — аналитик Национального разведывательного управления США (НРУ), дочь сенатора Седжвика Секстона
- Майкл Толланд (англ. Michael Tolland) — океанограф, автор научно-популярных документальных фильмов
- Уильям Пикеринг (англ. William Pickering) — директор НРУ, непосредственный начальник Рейчел Секстон
- Зак Харни (англ. Zachary Herney) — Президент США, борющийся с сенатором Седжвиком Секстоном за избрание на второй срок
- Марджори Тенч (англ. Marjorie Tench) — советник президента Зака Харни
- Седжвик Секстон (англ. Sedgewick Sexton) — сенатор, политический оппонент Зака Харни, отец Рейчел
- Гэбриэл Эш (англ. Gabrielle Ashe) — личная помощница сенатора Седжвика Секстона
- Лоуренс Экстром (англ. Lawrence Ekstrom) — администратор НАСА
- Корки Мэрлинсон (англ. Corky Marlinson) — независимый учёный-астрофизик
- Нора Мэнгор (англ. Norah Mangor) — независимый учёный-гляциолог
- Уэйли Мин (англ. Dr. Wailee Ming) — независимый учёный-палеонтолог
- Дельта-1, Дельта-2, Дельта-3 (англ. Delta Force) — бойцы отряда специального назначения «Дельта»